# John C. Meyer
Pour les articles homonymes, voir Meyer.
John Charles Meyer est un pilote et général de l'armée de l'air des États-Unis né le 3 avril 1919 à Brooklyn et mort le 2 décembre 1975 à Los Angeles.
Il entre en 1939 dans les United States Army Air Forces et devient un As de la Seconde Guerre mondiale. Il combat ensuite durant la guerre de Corée.
Il devient notamment commandant en chef du Strategic Air Command (SAC) entre le 1er mai 1972 et le 31 juillet 1974 et vice-chef d'état-major de l'United States Air Force.